# Мечеть Фатіха (Шкодер)
Мечеть Султана Мехмета (алб. Xhamia e Sulltan Mehmet Fatihut ), також відома як мечеть Фатіха ( алб. Xhamia e Fatihut ), будівля 13 століття. Це в межах замку Розафа поблизу Шкодер, Албанія. Він був побудований Османською імперією, коли вони правили Албанією.

## Історія
Згідно з археологічними дослідженнями, проведеними у 1980-х роках, будівля являла собою церкву, побудовану приблизно в 1300 році, і була названа на честь Святого Стефана. Дослідження визначають рік будівництва на типових будівельних техніках епохи.   Перетворення в мечеть відбулося в 1479 році, і об'єкт був перейменований на честь Мехмеда-завойовника або Фатіха Султана Мехмета. 
Руїни цієї церкви-мечеті зберегли дікку, михраб, і залишки великого мінарету. Мечеть Фатіха Султана Мехмета - одна з небагатьох будівель середньовіччя в Шкодрі і єдина мечеть, яка частково вижила в Шкодрі під час диктатури Енвера Ходжи, який зруйнував усі 36 мечетей у Шкодрі.  Планували відновити мечеть у вигляді церкви з частковим спонсорством США. Це не сподобалась мусульманській громаді Шкодера, а посол США пані Марсі Ріс пообіцяла переглянути оцінку фінансування проекту. 

## Галерея

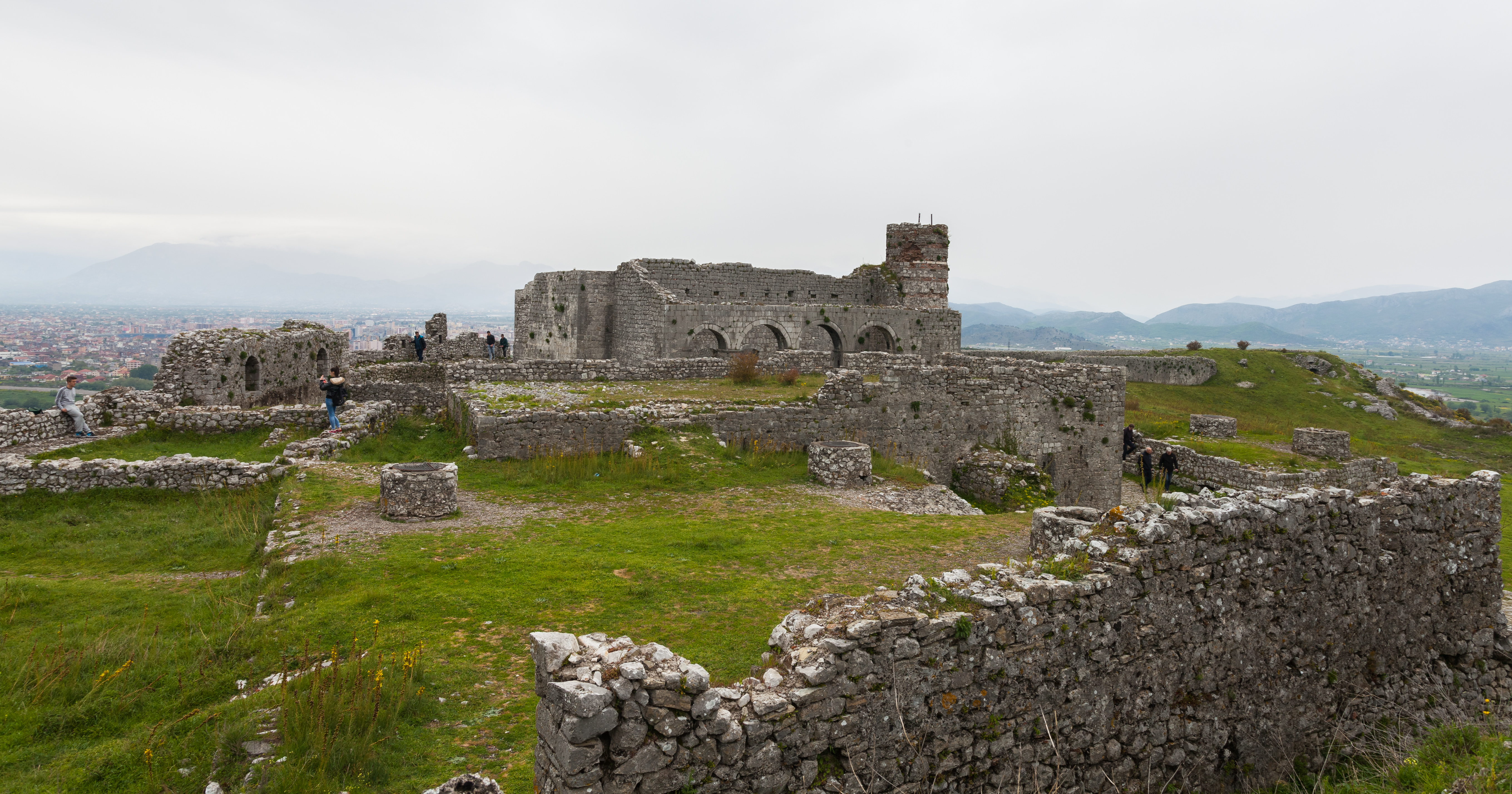
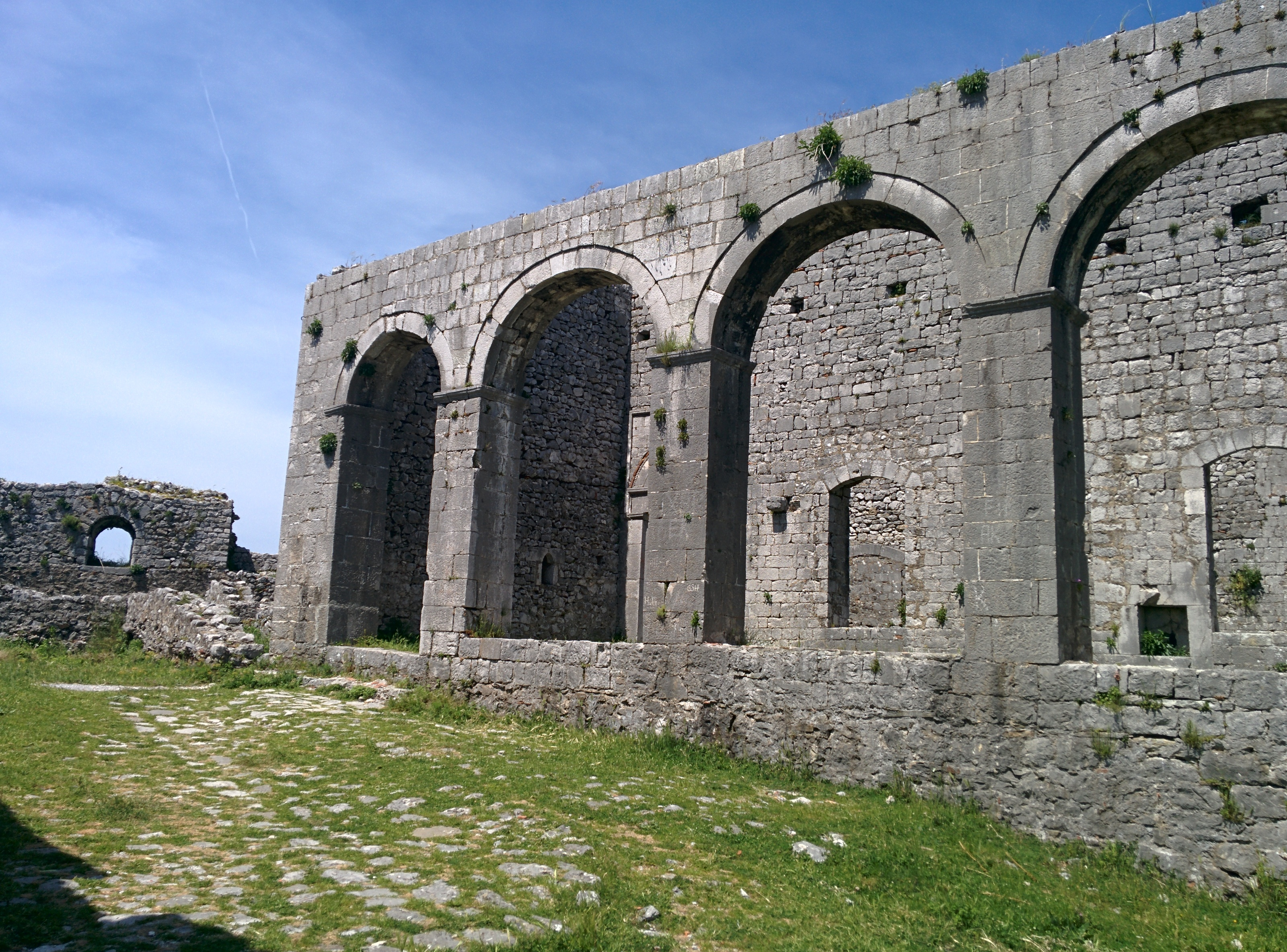

## Дивитися також
- Іслам в Албанії